# 黄栗树水库
黄栗树水库位于中国安徽省滁州市全椒县石沛镇黄栗树村，是以灌溉为主，兼防洪、发电、养殖、旅游等综合利用多年调节的大（二）型水库。